# Slussfors
Slussfors is een plaats in de gemeente Storuman in het landschap Lapland en de provincie Västerbottens län in Zweden. De plaats heeft 77 inwoners (2005) en een oppervlakte van 24 hectare. De plaats ligt aan het Sparmanselet een verbreed deel van de rivier de Umeälven. Voor de rest loopt de Europese weg 12 door de plaats en wordt het dorp omringd door naaldbos.